# Kirchhaslach
Kirchhaslach – miejscowość i gmina w Niemczech, w kraju związkowym Bawaria, w rejencji Szwabia, w regionie Donau-Iller, w powiecie Unterallgäu, wchodzi w skład wspólnoty administracyjnej Babenhausen. Leży w Szwabii, około 18 km na północny zachód od Mindelheimu.

## Dzielnice
W skład gminy wchodzą następujące dzielnice:
Kirchhaslach, Greimeltshofen, Halden, Herretshofen, Hörlis, Olgishofen i Stolzenhofen

## Demografia
| Rok  | Liczba mieszk. |
| ---- | -------------- |
| 1970 | 1 207          |
| 1987 | 1 157          |
| 2000 | 1 270          |

## Polityka
Wójtem gminy jest Franz Grauer (Freie Wählerschaft/CSU), rada gminy składa się z 12 osób.
|      | Freie Wählerschaft/CSU | Razem |
| 2008 | 12                     | 12    |
| 2002 | 12                     | 12    |

## Oświata
W gminie znajduje się przedszkole (50 miejsc i 42 dzieci).